# Луций Апроний
Вижте пояснителната страница за други личности с името Луций Апроний.
Луций Апроний (на латински: Lucius Apronius) e сенатор на ранната Римска империя през първата половина на 1 век.

## Биография
Той е сват с Марк Плавций Силван. Баща е на Луций Апроний Цезиан (консул през 39 г.), на Апрония, която се омъжва за Марк Плавций Силван (претор през 24 г.) и на Апрония Цезения, която се омъжва за Гней Корнелий Лентул Гетулик (консул 26 г.).
Апроний е първо във Vigintivirat като магистър на Монетния двор (triumvir monetalis). През 8 г. той е суфектконсул заедно с Авъл Вибий Хабит. Консули тази година са Марк Фурий Камил и Секст Ноний Квинтилиан. След това през 9 г. е легат в Далмация и през 15 г. в Германия при похода на Германик против хатите и оставен там като управител, за да пази мостовете и пътищата на левия бряг на Рейн. Затова Апроний получава триумф. През 18/21 г. той е проконсул три години на провинция Африка.
През 23 г. той продължава войната заедно с Луций Елий Ламия, по време на управлението му на Африка, против нумидийците на Такфаринат. Неговият син Луций Апроний Цезиан (консул през 39 г.) се бие при баща си. Апроний получава за успехите си за втори път триумф (ornamenta triumphalia).
През 28 /29 г. Апроний е управител и командир в Долна Германия, където се бие победоносно против фризите в битката при Бадухена през 28 г.